# Уроки ненависти
«Уроки ненависти» — советский фильм 1983 года, снятый на Литовской киностудии режиссёром Антанасом Мацюлявичюсом.

## Сюжет
Кинолента «Уроки ненависти» обращена к суровым годам войны. Её ужасы и бесчеловечность переданы через восприятие ребёнка.— журнал «Литва литературная», № 1, 1985
1944 год, оккупированная фашистами Литва. В одной из деревень расквартирован отряд немцев, охраняющий расположенный рядом мост. Перед глазами шестилетнего Томукаса, сына учителя сельской школы, проходят издевательства, которыми подвергаются жители деревни со стороны немцев. Одна из игр детей, шалость — они прячут сапоги немецкого солдата, оканчивается трагически…

## В ролях
- Гинтарас Навицкас — Томукас
- Томас Вайткус — Мартинас, его брат
- Эймунтас Някрошюс — его отец, сельский учитель
- Эляна Яснаускайте — его мать
- Стасис Пятронайтис — Степонайтис
- Гражина Баландите — подруга немцев
- Валентинас Масальскис — немецкий офицер
- Гедиминас Карка, Леонардас Зельчюс, Феликс Эйнас, Вильгельмас Вайчекаускас — немецкие солдаты

В эпизодах: Антанас Барчас, Ирена Тамошюнайте, Антанас Жякас,  Эдуардас Кунавичюс, Римвидас Музикявичюс и другие.

## О фильме
Дебютный фильм выпускника ВГИКа 1982 года режиссёра А. Мацюлявичюса, так и оставшийся единственным его полнометражным художественным фильмом, в дальнейшем он снимал короткометражные документальные фильмы. Фильм, как и другие фильмы молодых литовских режиссёров, был назван журналом ЦК Коммунистической партии Литвы «Коммунист» слабым:

Среди работ, к сожалению, нет ни одной, которую можно было бы назвать нерядовой, которая не заслужила бы определенных упрёков. Самое печальное, что ни один из этих фильмов не отражает кровной заинтересованности автора высказать зрителю свои чувства и мысли, которые переполняют его, не позволяют молчать. Они просто констатируют давно известные истины. … Мацюлявичюс информирует, как плохо было во время войны, как все, даже маленькие дети, ненавидели оккупантов. Это абсолютно верно, но разве этого достаточно?
Как отмечает киновед Михаил Трофименков, это редкий по жестокости фильм для советского кинематографа — показ насилия был не принят, и начиная со снятого в годы войны фильма Марка Донского «Радуга» и до снятого в 1985 году фильма Элема Климова «Иди и смотри», только фильм «Восхождение» 1976 года действительно показывал ужасы войны и оккупации:

Жестокость была нормой разве что в литовских фильмах об уничтожении гитлеровцами мирных деревень: «Факт» (А. Грикявичюс, 1980), «Уроки ненависти» (А. Мацюлявичюс, 1983).